# Синагога на старому єврейському кладовищі
Синагога на старому єврейському кладовищі — юдейська синагога в Херсоні. Не збереглася.

## Історія
Відвідуваність на початку XX століття — 80 осіб. Під час німецької окупації кладовище було розграбовано, а синагога зруйнована. Виявити залишки синагоги не вдалося.